# Jacques Donzelot
Jacques Donzelot (* 1943) je francouzský sociální historik a urbánní sociolog. Přednáší politologii na fakultě právních, administrativních a politických věd Univerzity Paříž X Nanterre.

## Život
Od roku 1970 pracoval jako asistent a vyučující na Nanterrské univerzitě. Od roku 1984 zasedl v redakční radě revue Esprit. Téhož roku byl jmenován ředitelem centra pro výzkum sociální politiky CEPS (Centre d'Etudes des Politiques Sociales) a roku 1991 ředitelem urbanistického výzkumného centra CEDOV (Centre d'Etudes, d'Observation et de Documentation sur les Villes).
Od roku 1999 působil též jako vědecký poradce PUCA (Plan Urbanisme, Construction, Architecture), urbanistického a architektonického vědeckého centra při ministerstvu služeb a dopravy. V roce 2008 vedl ediční řadu „La ville en débat“ v největším univerzitním nakladatelském domě P.U.F. (Presses universitaires de France).

## Dílo
V roce 1977 vydal knihu La police des familles (o 20 let později vyšla anglicky pod názvem The policing of families), v níž rozvinul úvahy o rodině jako prostoru státního dozoru a kontroly, jako systému pro regulaci konfliktů. V roce 1984 publikoval esej L’inventio du social: essai sur le déclin des passions politiques.
S Philippem Estèbem spolupracoval na další eseji L'État animateur: essai sur la politique de la ville (1994) a s Catherine Mévelovou a Anne Wyvekensovou na Faire société: la politique de la ville aux États-Unis et en France (2003). V roce 2006 vydal samostatnou práci Quand la ville se défait: Quelle politique face à la crise des banlieues. a v roce 2009 soubor La ville à trois vitesses et autres essais („Třírychlostní město a jiné eseje“).
Popsal rozklad postindustriální společnosti a proměnu, kterou prošla francouzská města od počátku 70. let 20. století, kdy se relativně homogenní městský prostor propojující příslušníky všech sociálních vrstev začal radikálně proměňovat a rozpadat na tři typické části. Donzelotův koncept „třírychlostního města“ vymezuje tři diferencované sociální světy, koncentrované do chudých předměstských sídlišť, vilových čtvrtí středních vrstev a renovovaných historických center osídlených bohatými.